# Крем Рекордс
«Крем Рекордс» — российский лейбл звукозаписи, основанный бас-гитаристом рок-группы «Автограф» Леонидом Гуткиным в 1997 году, и переставший функционировать в 2004 году. Лейбл выпускал альбомы таких известных исполнителей, как Дельфин, Данко, I.F.K., «Братья Улыбайте», «Спирали», «Реверс» и Евгений Маргулис.
В одноимённой студии, принадлежащей лейблу, было записано несколько знаковых альбомов, относящихся к жанрам рок и хип-хоп. О работе студии высоко отзывались английские коллеги в статье журнала Resolution в сентябре 2002 года

## История
В 1997 году учредители ЗАО «Крем Рекордс» предложили возглавить российскую рекорд-компанию «Крем Рекордс» Леониду Гуткину, который уже имел серьёзный опыт руководства звукозаписывающей компанией: в 1991 году он вместе с лидером «Автографа» Александром Ситковецким стал совладельцем студии звукозаписи Red Sunset Studio в Лос-Анджелесе, где вместе с ними работал бывший клавишник «Автографа», Руслан Валонен. За время своей работы в США Гуткин сотрудничал с рядом российских и американских артистов. К работе в студии он привлёк ряд видных специалистов.
Первым релизом стали сборники танцевальной музыки «Крем-Хит Нон-Стоп» vol.1 и vol.2, в которые вошли произведения молодых перспективных западных групп. Также был выпущен в свет первый сборник серии «100% DJ HITS» (1998).
Летом 1998 года Дельфин подписал контракт с фирмой «Крем Рекордс» на выпуск трёх альбомов: «Глубина резкости» (1999), «Плавники» (2000) и «Ткани» (2001). Также были выпущены две компиляции «Я буду жить» (live) (2000) и «Любимые песни фанатов Дельфина» (2001).
Певец Данко сотрудничал с компанией «Крем Рекордс» с 1998 по 2001 год до окончания срока контракта (15 ноября 2001 года), после чего перешёл в фирму MediaStar. Его псевдоним был придуман Леонидом Гуткиным.
В 2000 году Андрей Лысиков (Дельфин) во время студийной работы познакомил Гуткина с журналистом Андреем Заруевым (телеведущий программы «Башня», пиар-директор журнала «Молоток»), который стал заниматься продвижением звукозаписывающей компании. Пик популярности музыкантов данного лейбла в прессе и на телевидении пришёлся на эти годы.
В июле 2002 года Леонид Гуткин был освобождён с поста генерального продюсера компании «Крем Рекордс» из-за недовольства учредителей фирмы его деятельностью. Эту должность занял Игорь Кезля, более известный под сценическим псевдонимом «Господин Дадуда», чьи песни, пародировавшие голос Михаила Горбачёва, занимали первые места в российских хит-парадах осенью 1995 года
В октябре 2002 года звукозаписывающая компания «Крем Рекордз» переиздала одиннадцать альбомов Дельфина.
Помимо этого с 2002 по 2003 год на одноимённой студии лейбла записывалась рэп-группа VIP 77 (Тимати, Dino MC, Master Spensor & Настя Кочеткова).

## Наиболее известные релизы
Информация об альбомах лейбла была взята с сайта Discogs.
- 1998 — Евгений Маргулис и группа «Шанхай» — «7+1»
- 1998 — I.F.K. — «Абсолют»
- 1999 — Данко — «Данко»
- 1999 — Дельфин — «Глубина резкости»
- 2000 — I.F.K. — «Жизнь Радикала»
- 2000 — «Братья Улыбайте» — «Юлия любит Юрия»
- 2000 — Дельфин — «Я буду жить» (live)
- 2000 — Дельфин — «Плавники»[11]
- 2001 — «Спирали» — «Pro-Test»
- 2001 — Дельфин — «Я буду жить» (live) (DVD)[12]
- 2001 — Дельфин — «Ткани»[13].
- 2001 — Дельфин — «Любимые песни фанатов Дельфина»[14]
- 2001 — Данко: «Мой талисман» и «Дон Жуан DE LuX»
- 2002 — «Дубовый Гаайъ» — «Stop Killing Dolphins»
- 2002 — «Реверс» — «?Попс»